# Beilschmiedia perakensis
Beilschmiedia perakensis är en lagerväxtart som beskrevs av James Sykes Gamble. Beilschmiedia perakensis ingår i släktet Beilschmiedia och familjen lagerväxter. Inga underarter finns listade i Catalogue of Life.